# LATAM 익스프레스
LATAM 익스프레스(영어: LATAM Express)는 칠레의 항공사로 총 19개 노선을 취항하고 있다. 본사는 칠레 산티아고에 위치해 있으며 1999년에 라데코 항공과 패스트 에어가 합병되어 설립했다. 또한 사용하고 있는 허브 공항으로 코모도로 아르투로 메리노 베니테스 국제공항이 있다.

## 보유 기종
- 2012년 4월 기준으로 LATAM 익스프레스는 다음과 같은 기종을 보유하고 있다.[1]